# ویکتور کیوبانو
ویکتور کیوبانو 
(به مولداویایی: Victor Ciobanu؛ زادهٔ ۷ اکتبر ۱۹۹۲) کشتی‌گیر فرنگی‌کار تیم ملی مولداوی است. وی سابقه حضور در المپیک ۲۰۲۴ پاریس را دارد.  
از افتخارات وی می‌توان به کسب مدال نقره در مسابقات قهرمانی کشتی جهان ۲۰۱۸ اشاره کرد. کیوبانو در المپیک ۲۰۲۰ توکیو پنجم شد.

## فعالیت حرفه‌ای

### مسابقات قهرمانی کشتی جهان ۲۰۱۸
کیوبانو در وزن ۶۰ کیلو مسابقات قهرمانی کشتی جهان ۲۰۱۸ بوداپست حاضر بود که پس از غلبه بر اریک توربا از مجارستان، اتینه کینسینگر از آلمان، والیهان سایلیکه از چین و کریستین فریس از صربستان به فینال رسید. وی در فینال به سرگی املین از روسیه باخت و به مدال نقره وزن ۶۰ کیلوگرم رسید.

### المپیک ۲۰۲۰ توکیو
کیوبانو در وزن ۶۰ کیلوگرم کشتی فرنگی المپیک ۲۰۲۰ توکیو حاضر بود که با شکست کرم کمال از ترکیه و ژولامان شارشنبکوف از قرقیزستان به مرحله نیمه نهایی رسید اما در این مرحله مقابل لوئیس اورتا از کوبا شکست خورد و به دیدار رده‌بندی رفت. او در این مرحله نیز مقابل سرگی املین از روسیه بازی را واگذار کرد و پنجم شد.

### قهرمانی کشتی جهان ۲۰۲۱
کیوبانو در وزن ۶۰ کیلوگرم کشتی فرنگی قهرمانی کشتی جهان ۲۰۲۱ اسلو شرکت کرد، او در این مسابقات ژورا آبوویان از اوکراین، استپان ماریانیان از روسیه و گئورگ قاریبیان از ارمنستان را شکست داد و به فینال رسید. وی در فینال ارنظر آکماتالیف از قرقیزستان را شکست داد و مدال طلا را بدست آورد.